# ロジー・ブラウン
ロジー・ブラウン（Roosevelt "Rosey" Brown Jr. 1932年10月20日 - 2004年6月9日）は、アメリカ合衆国バージニア州シャーロッツビル出身のアメリカンフットボールの元選手である。オフェンシブタックルとして、1953年シーズンから1965年シーズンまでニューヨーク・ジャイアンツ一筋で13年間プレーした。13年間のプロ生活の内、3試合しか欠場せず、俊敏性を活かしたプレーでジャイアンツの攻撃に不可欠な選手となり、6回の地区優勝、1回のNFLチャンピオンに貢献した。
引退後は、ジャイアンツのコーチ、スカウトを務め、1953年の入団からジャイアンツに約50年在籍した。
1975年、プロフットボール殿堂入り。
NFL75周年チームやNFL100周年チームに選出されており、NFL史上偉大なオフェンシブラインマンの一人として知られている。